# Porfírio de Alcântara Pimentel
Capitão Porfírio Luís de Alcântara Pimentel (Areias, 1843 – Monte Alto, 1 de setembro de 1919) foi agricultor e político brasileiro (vereador em Jaboticabal e Rio Preto (atual São José do Rio Preto), exerceu atividades de farmacêutico e médico práticos e foi o fundador de duas cidades no interior de São Paulo: Monte Alto, fundada em 15 de maio de 1881, e Monte Aprazível, fundada em 1 de julho de 1898 , ambas no eixo do Caminho de Cuiabá/Estrada Boiadeira do Taboado. 
Embora existam informações de que teria sido capitão e cirurgião-mor do Exército e lutado na Guerra do Paraguai , até o momento não foram localizados registros que pudessem atestá-las, sendo que existe documentação que confirma sua nomeação na Guarda Nacional, no posto de Capitão-Major. 